# Rubén Monges
Rubén Monges (n. Hernandarias (Paraguay), Departamento de Alto Paraná, Paraguay; 6 de febrero de 1993), es un futbolista paraguayo. Juega de defensa central y su equipo actual es el Deportivo Pasto de la Categoría Primera A de Colombia.
El 9 de enero de 2022 es presentado como refuerzo del Deportivo Pasto.

## Selección nacional
Jugó el Sudamericano 2013 con la selección de fútbol de Paraguay sub-20, y la Copa Mundial de Fútbol Sub-20 de 2013.

### Participaciones internacionales
| Selección | Competición                 | Sede      | Resultado  | Partidos | Goles |
| --------- | --------------------------- | --------- | ---------- | -------- | ----- |
| Sub-20    | Sudamericano Sub-20 de 2013 | Argentina | Subcampeón | 7        | 0     |
| Total     | Total                       | Total     | Total      | 7        | 0     |

## Clubes
| Club                | País                | Año                 | Partidos | Goles |
| ------------------- | ------------------- | ------------------- | -------- | ----- |
| Libertad            | Paraguay            | 2013                | 1        | 0     |
| Rubio Ñu            | Paraguay            | 2014 - 2016         | 4        | 0     |
| General Caballero   | Paraguay            | 2016 - 2017         | 20       | 1     |
| Deportivo Capiatá   | Paraguay            | 2017                | 26       | 2     |
| Sportivo Luqueño    | Paraguay            | 2018                | 35       | 2     |
| General Díaz        | Paraguay            | 2019                | 16       | 0     |
| Dorados de Sinaloa  | México              | 2019 - 2021         | 25       | 3     |
| Deportivo Pasto     | Colombia            | 2022 - presente     | 4        | 0     |
| Total en su carrera | Total en su carrera | Total en su carrera | 115      | 8     |